# Whatlington
Whatlington är en ort och civil parish i Storbritannien.   Den ligger i grevskapet East Sussex och riksdelen England, i den sydöstra delen av landet, 80 km sydost om huvudstaden London. Whatlington ligger 26 meter över havet och antalet invånare är 401.
Terrängen runt Whatlington är platt.  Närmaste större samhälle är Hastings, 10,3 km sydost om Whatlington. Trakten runt Whatlington består i huvudsak av gräsmarker.